# Ontinyent Club de Fútbol
L'Ontinyent Club de Futbol, noto semplicemente come Ontinyent, è stata una società calcistica con sede a Ontinyent, nella Comunità Valenzana, in Spagna. 

## Tornei nazionali
- 1ª División: 0 stagioni
- 2ª División: 5 stagioni
- 2ª División B: 10 stagioni
- 3ª División: 39 stagioni

## Stagioni
| Stagione | Categoria | Posizione |  |
| -------- | --------- | --------- |  |
| 1955/56  | 3ª        | 8°        |  |
| 1956/57  | 3ª        | 7°        |  |
| 1957/58  | 3ª        | 11°       |  |
| 1958/59  | 3ª        | 7°        |  |
| 1959/60  | 3ª        | 4°        |  |
| 1960/61  | 3ª        | 2°        |  |
| 1961/62  | 3ª        | 7°        |  |
| 1962/63  | 3ª        | 1°        |  |
| 1963/64  | 2ª        | 10°       |  |
| 1964/65  | 2ª        | 15°       |  |
| 1965/66  | 3ª        | 2°        |  |
| 1966/67  | 3ª        | 2°        |  |
| 1967/68  | 3ª        | 1°        |  |
| 1968/69  | 2ª        | 15°       |  |
| 1969/70  | 2ª        | 9°        |  |
| 1970/71  | 2ª        | 18°       |  |

| Stagione | Categoria | Posizione |  |
| -------- | --------- | --------- |  |
| 1971/72  | 3ª        | 7°        |  |
| 1972/73  | 3ª        | 8°        |  |
| 1973/74  | 3ª        | 7°        |  |
| 1974/75  | 3ª        | 9°        |  |
| 1975/76  | 3ª        | 11°       |  |
| 1976/77  | 3ª        | 10°       |  |
| 1977/78  | 2ªB       | 17°       |  |
| 1978/79  | 2ªB       | 10°       |  |
| 1979/80  | 2ªB       | 20°       |  |
| 1980/81  | 3ª        | 11°       |  |
| 1981/82  | 3ª        | 5°        |  |
| 1982/83  | 3ª        | 9°        |  |
| 1983/84  | 3ª        | 8°        |  |
| 1984/85  | 3ª        | 16°       |  |
| 1985/86  | 3ª        | 7°        |  |
| 1986/87  | 3ª        | 15°       |  |

| Stagione | Categoria | Posizione |  |
| -------- | --------- | --------- |  |
| 1987/88  | 3ª        | 6°        |  |
| 1988/89  | 3ª        | 4°        |  |
| 1989/90  | 3ª        | 2°        |  |
| 1990/91  | 3ª        | 4°        |  |
| 1991/92  | 3ª        | 3°        |  |
| 1992/93  | 3ª        | 6°        |  |
| 1993/94  | 3ª        | 2°        |  |
| 1994/95  | 2ªB       | 10°       |  |
| 1995/96  | 2ªB       | 18°       |  |
| 1996/97  | 3ª        | 2°        |  |
| 1997/98  | 2ªB       | 13°       |  |
| 1998/99  | 2ªB       | 14°       |  |
| 1999/00  | 2ªB       | 19°       |  |
| 2000/01  | 3ª        | 16°       |  |
| 2001/02  | 3ª        | 11°       |  |

| Stagione | Categoria | Posizione |  |
| -------- | --------- | --------- |  |
| 2002/03  | 3ª        | 13°       |  |
| 2003/04  | 3ª        | 6°        |  |
| 2004/05  | 3ª        | 12°       |  |
| 2005/06  | 3ª        | 6°        |  |
| 2006/07  | 3ª        | 4°        |  |
| 2007/08  | 2ªB       | 6°        |  |
| 2008/09  | 2ªB       | 7°        |  |
| 2009/10  | 2ªB       | —         |  |

## Organico

### Rosa 2009-2010
| N. |                   | Ruolo | Calciatore    |
| -- | ----------------- | ----- | ------------- |
| -- | Spagna (bandiera) | P     | Rangel        |
| -- | Spagna (bandiera) | P     | Ruben         |
| -- | Spagna (bandiera) | D     | Gonzalo       |
| -- | Spagna (bandiera) | D     | Galindo       |
| -- | Spagna (bandiera) | D     | Raul Muñoz    |
| -- | Spagna (bandiera) | D     | Saavedra      |
| -- | Spagna (bandiera) | D     | César Soriano |
| -- | Spagna (bandiera) | D     | Ramon Soria   |
| -- | Spagna (bandiera) | C     | Álex          |
| -- | Spagna (bandiera) | C     | Fuentes       |
| -- | Spagna (bandiera) | C     | Alberto       |

| N. |                   | Ruolo | Calciatore    |
| -- | ----------------- | ----- | ------------- |
| -- | Spagna (bandiera) | C     | Gaby          |
| -- | Spagna (bandiera) | C     | Rubio         |
| -- | Spagna (bandiera) | C     | Antonio       |
| -- | Spagna (bandiera) | C     | Manrique      |
| -- | Spagna (bandiera) | C     | Montava       |
| -- | Spagna (bandiera) | C     | Jony          |
| -- | Spagna (bandiera) | A     | David Torres  |
| -- | Spagna (bandiera) | A     | Kikín         |
| -- | Spagna (bandiera) | A     | Ruben Sanchez |
| -- | Spagna (bandiera) | A     | Cristian      |

## Palmarès

### Competizioni nazionali
- Tercera División: 1

1967-1968

### Altri piazzamenti
- Segunda División B:

Terzo posto: 2009-2010 (gruppo III)
- Copa Federación de España:

Finalista: 2017-2018